# Saint-Michel-d’Euzet
Saint-Michel-d’Euzet ist eine französische Gemeinde mit 719 Einwohnern (Stand 1. Januar 2022) im Département Gard der Region Okzitanien.

## Geografie
Saint-Michel-d’Euzet liegt auf einer Anhöhe am linken Unterlauf der Cèze, etwa zehn Kilometer nordwestlich von Bagnols-sur-Cèze. Das Dorf befindet sich zwischen einem kleinen Waldgebiet namens Bois de Valbonne und dem Fluss Cèze. Der Boden besteht aus Gesteinen der Oberkreide. Der Hügel Devès bildet den höchsten Punkt der Gemeinde. Im Norden wird das Dorf von einem Hügel mit dem Namen Travès begrenzt. Geprägt wird Saint-Michel-d’Euzet vor allem vom Weinbau.
Die Nachbargemeinden von Saint-Michel-d’Euzet sind Saint-Paulet-de-Caisson im Norden, Carsan im Nordosten, Saint-Gervais im Osten, Sabran im Süden, La Roque-sur-Cèze im Südwesten und Saint-Laurent-de-Carnols im Nordwesten.

## Geschichte
Das Gemeindegebiet war bereits seit der Steinzeit besiedelt, was zahlreiche Funde belegen. Das heutige Dorf wurde zu einer nicht genau bekannten Zeit, aber wohl gegen Ende des 1. Jahrtausends, gegründet. Dabei handelte es sich um eine Siedlung, die nur aus wenigen Häusern bestand. Der Namensbestandteil Euzet leitet sich vom okzitanischen Wort euse ab, was Steineiche bedeutet. Dies lässt sich mit dem zahlreichen Vorkommen dieses Baumes in der Region erklären. Der Namensbestandteil Saint-Michel wurde wahrscheinlich im Mittelalter ergänzt. 
Vor allem, weil sich das Dorf am Kreuzungspunkt wichtiger Handelsstraßen befand, wurde es im Mittelalter befestigt. Ein Teil des Gemeindegebiets wurde ab 1204 vom Kartäuserkloster Valbonne im Nachbarort Saint-Paulet-de-Caisson verwaltet. Dank der Errichtung einer kleinen Kirche, die am Anfang möglicherweise als Friedhofskapelle diente, wuchs die Größe des Ortes etwa zur selben Zeit an.

### Bevölkerungsentwicklung
| Jahr      | 1962 | 1968 | 1975 | 1982 | 1990 | 1999 | 2008 | 2017 |
| Einwohner | 276  | 309  | 358  | 467  | 512  | 598  | 584  | 636  |